# منتخب بولندا تحت 15 سنة لكرة القدم
منتخب بولندا لكرة القدم تحت 15 سنة (بالبولندية: Reprezentacja Polski U-15 w piłce nożnej mężczyzn)‏ هو ممثل بولندا الرسمي في المنافسات الدولية في كرة القدم
.